# Enrique de Paris
Enrique de Paris († vor dem 27. Oktober 1488 wahrscheinlich in Barcelona) war ein französischer Komponist und Sänger der frühen Renaissance, der meist in Spanien wirkte.

## Leben und Wirken
Enrique, der in den wenigen vorhandenen Quellen meist nur mit seinem Vornamen genannt wird, ist erst im Jahr 1993 von der katalanischen Musikwissenschaftlerin María del Carmen Gómez Muntané (* 1949) als Enricus Foxer identifiziert worden. Sein Geburtsdatum und Geburtsort konnte von der musikhistorischen Forschung noch nicht ermittelt werden. Ein Enricus de Paris lässt sich in der Hofkapelle von Carlos de Aragón (1421–1461), dem kunstsinnigen Fürsten von Viana, in der zweiten Hälfte des 15. Jahrhunderts nachweisen. Carlos war der Sohn von Juan II. (1397–1479) und Blanca (1387–1441) von Aragón und Navarra. Dieser Hof war politisch mehr nach Frankreich (Burgund) orientiert. Wann Enrique an diesen Hof kam und in die dortige Hofkapelle aufgenommen wurde, ist bislang nicht bekannt. Er kam offenbar aus Paris, jedoch könnte der Name Foxer auf eine englische Abstammung hindeuten. Erstmals genannt wird »Enricus de Paris« im Jahr 1461 im Zusammenhang mit dem Tod des Principe de Viana, und zwar als Sänger der Hofkapelle bei den betreffenden Begräbnisfeierlichkeiten. Kurz darauf erscheint er als Komponist (»Enricus, cantor e familiaris«) in einer Bestätigung über den Empfang von zwei Notenbänden mit eigenen Kompositionen (duos libros cantus, quos ego composueram); beide Notenbände sind heute verschollen.
Nach dem Ableben von Enriques bisherigem Dienstherrn übernahm der Thronfolger Ferdinand (1452–1516) den Komponisten am 3. Dezember 1461 in seine Hofkapelle. Offenbar kam Enrique später in die Hofkapelle von dessen schon erwähntem Vater Juan II., nachdem hier am 19. Mai 1475 ein »Enricus de Paris« als Sänger der königlichen Kapelle (Cantor capelle serenissimi domini regis) eine Pfründe an der Kirche Santa Maria de Pino in Barcelona bekam, woraus hervorgeht, dass er auch zum geistlichen Stand gehörte. Mit nahezu dem gleichen Wortlaut wurde dies am 30. August 1475 in einem Dokument bestätigt, hier jedoch erstmals mit seinem vollen Namen »Enricus Foxer«. Nach dem Tod von Juan II. kehrte Enrique an die Hofkapelle von Ferdinand zurück; dieser war durch seine Heirat mit Isabella I. von Kastilien nunmehr König Ferdinand II. der vereinigten Königreiche von Aragón, Navarra und Kastilien. Am 27. Oktober 1488 wurde die von Enrique gehaltene Pfründe an einen anderen Sänger der Hofkapelle vergeben, woraus sich ergibt, dass der Komponist kurz zuvor gestorben war.

## Bedeutung
Von Enrique sind keine geistlichen Werke überliefert. Es wurden jedoch zwei seiner Kompositionen in die beiden bedeutenden spanischen Liederbücher dieser Zeit aufgenommen, in den Cancionero de la Colombina und den Cancionero musical del Palacio, die Ende des 15. bis Anfang des 16. Jahrhunderts zusammengestellt wurden. Eines dieser beiden Stücke, Pues sevicio vos desplaze, wurde auch Robert Morton zugeschrieben; es gibt Argumente für die Autorschaft beider Komponisten, jedoch sprechen der recht einfache und homophone Satz sowie der Kongruenz von Text und Musik eher für Enriques Autorschaft. Letzteres Stück ist sowohl in einer dreistimmigen wie in einer vierstimmigen Version überliefert; darüber hinaus gibt es hierzu eine geistliche Version des Textes in einer Quelle aus Sevilla, die vermutlich auf den gleichen Satz gesungen wurde.

## Werke
(CMP = Cancionero musical del Palacio; CMC = Cancionero de la Colombina)
- »Pues non sobra de tristura«, CMP Nr. 16, zu drei Stimmen (Enrique); dasselbe: CMC Nr. 2, zu vier Stimmen (anonym)
- »Mi querer tanto vos« zu vier Stimmen, CMP Nr. 29 (Enrique); dasselbe: CMC Nr. 30
- »Pues servicio vos desplaze« zu drei Stimmen, Text: Pere Toroella (ca. 1405–1475), CMP Nr. 27, mit einer von anderer Hand später hinzugefügten vierten Stimme (Enrique)